# グレッチェン・ホイットマー
グレッチェン・エスター・ホイットマー（英語：Gretchen Esther Whitmer、1971年8月23日 - ）は、アメリカ合衆国の政治家。第49代ミシガン州知事を務めている。ミシガン州下院議員、ミシガン州上院議員を歴任した。所属政党は民主党。

## 経歴
1971年8月23日にミシガン州ランシングに誕生する。同じミシガン州グランドラピッズにあるフォレストヒルズセントラル高校及びミシガン州立大学でコミュニケーションの学士号を取得したのち、同校のロースクールを卒業し、1990年代にミシガン州議会下院議員に立候補した。落選後の2000年に再度立候補し当選。その後2002年と2004年に再選された。2006年からはミシガン州上院議員に転身し任期の期限である2015年まで議員を続けた。任期中の2011年からはミシガン州の上院議会では初めての女性の民主党のリーダーとなった。その後同州インガム郡の検察官を経て2018年にミシガン州の知事選挙に立候補して当選し、同時に行われた中間選挙でのアメリカ史上最多の女性議員誕生とともに注目された。政治家としてヘルスケアや中絶問題に長年取り組み、当選後のCNNのインタビューでもヘルスケア問題に取り組む姿勢を見せている。
2020年に新型コロナウイルスの問題に対してロックダウンを行うなど強硬な対策を講じたが、ミシガン州最高裁判所は同年10月2日、緊急事態宣言の根拠法規について、州議会の同意を経ずに州知事が緊急事態宣言を出し続ける事ができる1945 Emergency Powers of the Governor Actは違憲であるという判断を下した。
2022年11月8日の州知事選挙では共和党候補のチューダー・ディクソンを下し再選された。

## トランプ大統領への批判
2020年2月にはトランプ大統領の一般教書演説への反論演説に民主党代表として起用され反論演説をした。その中ではトランプが問題解決ではなく対立をあおり政治ゲームをしている事、トランプが成果としている株価の上昇より貧しい人や学生への対策をするべきだと主張しトランプを批判した。また2020年にアメリカにも広がったCOVID-19についてもその対応策についてトランプ大統領と激しい批判を繰り広げた
。
2020年10月8日、FBIはグレッチェン・ホイットマー州知事の誘拐を計画していた保守派の極右武装組織「ウルヴァリン・ウォッチメン」の複数のメンバーを逮捕したと発表した。この事件を受けホイットマーはトランプ大統領がこうした保守過激派に対して過激な行動をとるように煽っていると批判した。